# 小行星27959
小行星27959（27959 Fagioli）是一颗绕太阳运转的小行星，为主小行星带小行星。该小行星于1997年9月发现。

## 轨道参数
小行星27959的轨道半长轴为2.3519373 UA，离心率为0.065。